# Telstar Mechta

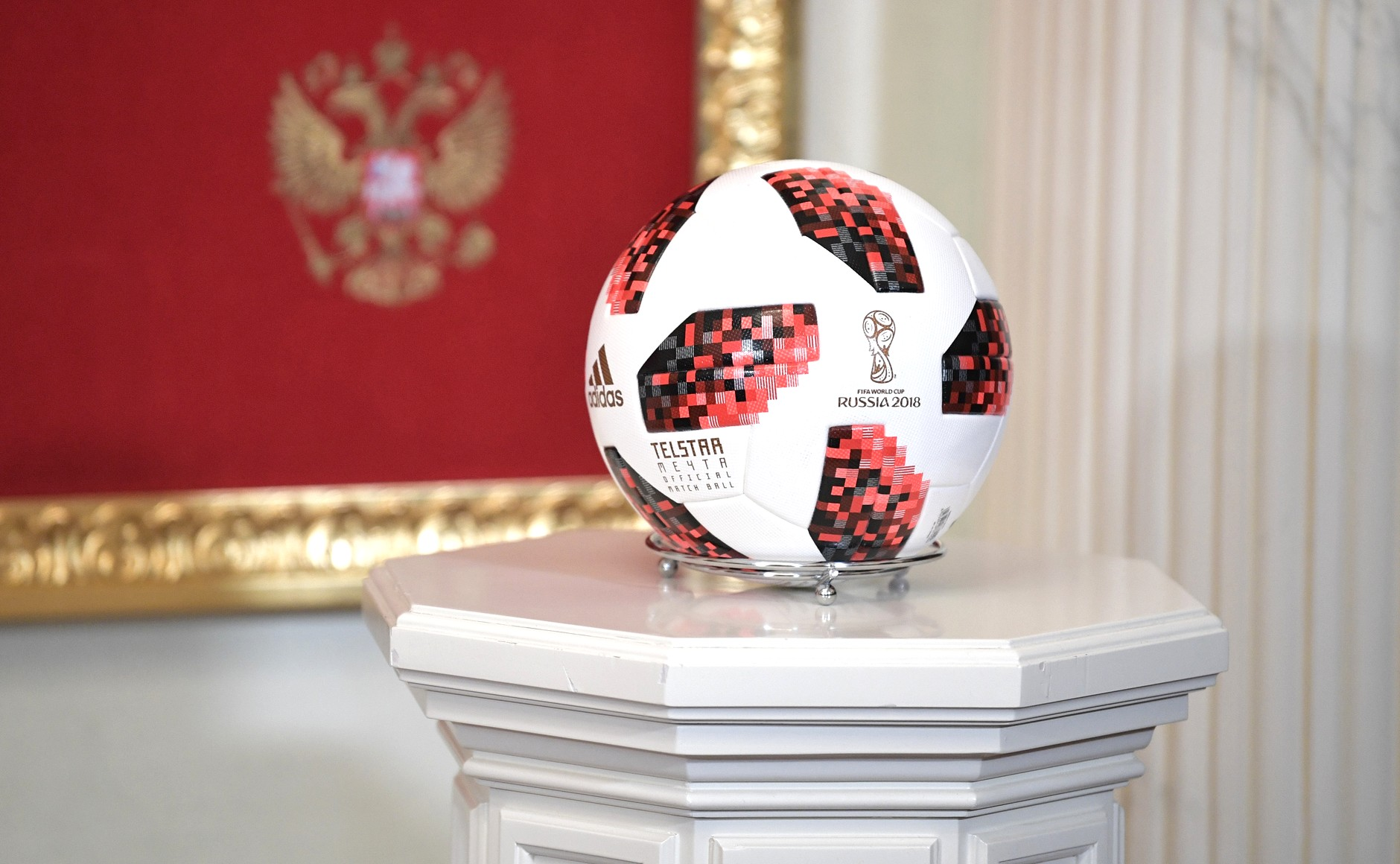
Telstar Mechta

Telstar Mechta ist der Name des offiziellen Spielballs der K.-o.-Phase der Fußball-Weltmeisterschaft 2018. Der Name „Telstar“ geht zurück auf den Namen des Balls der Fußball-Weltmeisterschaften 1970 in Mexiko und 1974 in Deutschland. Das russische Wort Мечта (Metschta) bedeutet ‚Traum‘ bzw. ‚Ambition‘. Hersteller des Fußballs ist Adidas.
In der Gruppenphase der Fußball-Weltmeisterschaft 2018 kam der „Telstar 18“ zum Einsatz.